# Dörner Brücke
Die Dörner Brücke ist eine Straßenbrücke über die Wupper im Wuppertaler Stadtteil Barmen. Die Stahlbrücke aus dem Jahr 1900 verbindet die Straße Zur Dörner Brücke nördlich der Wupper mit dem südlichen linken Flussufer mit der Straße Friedrich-Engels-Allee in der Höhe des Opernhauses.
An dieser Stelle existierte schon im 18. Jahrhundert ein Steg und führte zum alten Dörner Hof. Der Bau der Brücke wurde 1869 beschlossen. 1858 war die Straße als Dörner Brückenstraße im Adressbuch verzeichnet, den Namen Zur Dörner Brücke erhielt die Straße 1935.
Die Brücke wurde von März bis September 2008 saniert. Die Kosten betrugen dazu 450.000 Euro.

Die Dörner Brücke (vor 1901)